# Gaston Moch
Gaston Moch (Saint-Cyr-l'École, 6 marzo 1859 – Parigi, 3 luglio 1935) è stato uno scrittore ed esperantista francese, ufficiale di artiglieria fino al 1894.

## Biografia
Nel 1893 scrisse un libro in francese in cui prevedeva una guerra non breve ma di quattro anni che unisse i popoli in combattimento. Nel 1894 si dimise e si dedicò alla propaganda di pace per un accordo franco-tedesco e alla difesa dei Diritti umani. Nel 1879, studente presso l'École Polytechnique, lesse un libro su Leibniz e da quel momento non smise di pensare al problema della comprensione internazionale. Si unì all'esperanto nel 1889 (fu il terzo aderente in Francia) e per molti anni fece propaganda. Il 31 marzo 1900 Moch tenne un discorso sull'esperanto presso la Scuola di Giornalismo, dopo di che molti dei presenti decisero di fondare un gruppo esperantista parigino (fino ad allora non esistente) di cui lo stesso Moch divenne presidente. Ma già dall'inizio Moch desiderava perfezionamenti e correzioni e, dopo il rifiuto di Zamenhof, continuò la propria azione di riforma, "alla quale, dice, alla fine attrasse anche Louis de Beaufront, inizialmente spaventato". Dal 1907 Moch partecipò ai lavori della Delegazione per l'adozione di una lingua ausiliaria internazionale in sostituzione di Émile Boirac. A poco a poco Moch si allontanò dall'esperanto e quando la commissione eletta dalla Delegazione terminò il proprio lavoro nel 1913, egli adottò definitivamente il sistema riformato dell'Ido. Negli anni Moch '30 arrivò a respingere persino l'idea di una lingua pianificata .
Moch ha curato la rivista Espero Pacifista (1905-1908) ed è stato membro del Lingva Komitato dal 1905 al 1912, quando fu estromesso per la sua azione contro l'esperanto.

## Opere
Oltre a molti articoli e alcuni volantini in esperanto, in particolare sulla pace e il disarmo, ha scritto:
- La questione della lingua internazionale e la sua soluzione da parte dell'esperanto, 1897.
- Circa la pronuncia dell'esperanto, 1907.
- Traduzione in esperanto della commedia Lingua inglese senza professore di Tristan Bernard, 1907.
- Traduzione in esperanto dell'opera Il re delle montagne di Edmond About, 1909.
- Sulla trascrizione dei propri nomi in esperanto, 1910.

(Basato sull'articolo di Louis BASTIEN nell'Enciclopedia dell'Esperanto).